# Perschling (rivière)
Pour les articles homonymes, voir Perschling.
La Perschling est une rivière autrichienne qui coule dans le land de Basse-Autriche. Elle est un affluent direct du Danube.